# Jürgen Augustinowitz

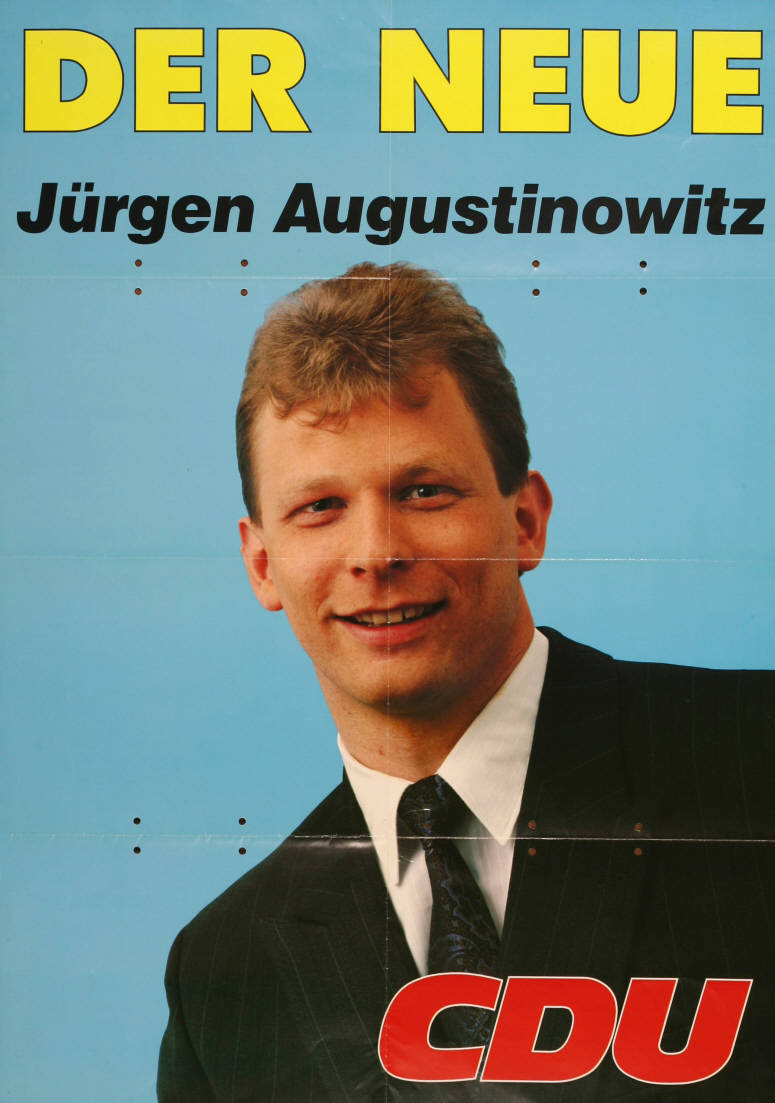
Kandidatenplakat Jürgen Augustinowitz' zur Bundestagswahl 1990

Jürgen Augustinowitz (* 10. Juni 1964 in Rüthen) ist ein deutscher Politiker der CDU und ehemaliges Mitglied des Deutschen Bundestages.

## Leben
Nach der Hauptschule besuchte er die Handelsschule und machte im Anschluss eine Ausbildung zum Bankkaufmann. 1985/86 leistete er seinen Wehrdienst ab. Nach der Bundeswehr war er als Bankkaufmann tätig und arbeitete zuletzt in einer Firmenkundenabteilung in einer Filiale der Deutschen Bank AG in Lippstadt.
Er ist katholischen Glaubens und verheiratet. Er hat zwei Söhne.

## Politik
Jürgen Augustinowitz trat 1979 der Jungen Union, deren Kreisvorsitzender er längere Zeit war, bei. 1981 trat er dann der CDU bei und war in der Christlich-Demokratischen Arbeitnehmerschaft engagiert. In seiner Partei gehörte er zeitweilig dem geschäftsführenden Kreisvorstand Soest an.
Er war vom 20. Dezember 1990 bis 26. Oktober 1998 zweimal für den Wahlkreis Soest (Nordrhein-Westfalen) Abgeordneter (der CDU) im Deutschen Bundestag. Er konnte den Wahlkreis bei den Bundestagswahlen 1990 und 1994 mit jeweils fast 50 % der Stimmen klar für sich gewinnen. Im Bundestag saß er für seine Fraktion als Ordentliches Mitglied im Verteidigungsausschuss und als Stellvertretendes Mitglied im Ausschuss für wirtschaftliche Zusammenarbeit und Entwicklung.
Bei einem Konflikt um eine Neubewertung der Goldreserven im Jahre 1996 stellte Augustinowitz sich gegen den CDU Bundesfinanzminister Theo Waigel. Er wollte diesen Kurs nicht mittragen und sagte, dass er keine Entscheidung mittragen könnte, welche die Stabilität der Mark oder die Unabhängigkeit der Bundesbank beeinträchtige würde.
Als Wehrexperte seiner Fraktion ermahnte er 1995 seine Parteikollegen, dass die Bundeswehr in ihrer damaligen Form keine Zukunft haben würde. Durch die hohe Anzahl der Kriegsdienstverweigerer wäre die Soldatenanzahl von 340.000 Mann erheblich gefährdet. Zudem plädierte er dafür, die Bundeswehrsoldaten auch im Inland einzusetzen. Zusammen mit seinem Parteikollegen Rupert Scholz bot er 1996 der niedersächsischen Regierung bei den sogenannten Chaostagen in Hannover Bundeswehrhubschrauber und Soldaten an.